# 국도 제78호선 (미국)

멤피스의 시가지를 중심으로 하여 US 78의 경로를 안내해 주는 지도이다. 다만 US 78은 멤피스 서부 지역을 종단하여 있는 상태이다.

국도 제78호선(U.S. Route 78)은 테네시주의 멤피스에서 출발하여 미시시피주, 앨라배마주, 조지아주 등을 거쳐 사우스캐롤라이나주의 찰스턴까지 이어주는 미국의 일반 국도로 총 연장은 715 mi이다.

## 주요 경유지
78번 국도가 통과하고 있는 주는 다음과 같다.
| 주요 경로 및 거리 |           |         |
| \| 지역 \| 거리 (mi) \| (km) \| \| ------------------ \| --------- \| ------- \| \| 테네시주 \| 14.7 \| 23.6 \| \| 미시시피주 \| 118.0 \| 189.9 \| \| 앨라배마주 \| 194.0 \| 312.2 \| \| 조지아주 \| 233.3 \| 375.5 \| \| 사우스캐롤라이나주 \| 141.0 \| 226.9 \| \| 합계 \| 701.7 \| 1,127.6 \| |           |         |
| 지역 | 거리 (mi) | (km)    |
| 테네시주 | 14.7      | 23.6    |
| 미시시피주 | 118.0     | 189.9   |
| 앨라배마주 | 194.0     | 312.2   |
| 조지아주 | 233.3     | 375.5   |
| 사우스캐롤라이나주 | 141.0     | 226.9   |
| 합계 | 701.7     | 1,127.6 |

## 역사
앨라배마주 서부 지역에서의 US 78의 역사적인 명칭은 뱅크헤드 하이웨이이다. 그러나 애틀란타를 포함하여 조지아주의 일부 지역에서도 해당 명칭으로도 잘 알려져 왔으며, 뱅크헤드 근처가 해당 도로의 연장 선상에서의 명칭을 따온 것으로 보인다. 그 외에도 미시시피주의 뉴올버니 (미시시피주)의 시가지를 가로지르는 구 US 78(지금의 MS 178)의 구간의 이름인 뱅크헤드 스트리트(Bankhead Highway)라는 이름이 붙은 것으로 유래되었다.

## 통과하는 도로
주간고속도로
- 주간고속도로 제24호선
- 주간고속도로 제69호선
- 주간고속도로 제169호선
- 주간고속도로 제165호선
- 주간고속도로 제65호선
- 주간고속도로 제64호선
- 주간고속도로 제71호선
- 주간고속도로 제70호선
- 주간고속도로 제285호선
- 주간고속도로 제520호선
- 주간고속도로 제95호선
- 주간고속도로 제26호선
- 주간고속도로 제526호선

국도
- 국도 제64호선
- 국도 제70호선
- 국도 제79호선
- 국도 제51호선
- 국도 제45호선
- 국도 제43호선
- 국도 제278호선
- 국도 제11호선
- 국도 제31호선
- 국도 제280호선
- 국도 제411호선
- 국도 제231호선
- 국도 제431호선
- 국도 제27호선
- 국도 제19호선
- 국도 제41호선
- 국도 제29호선
- 국도 제23호선
- 국도 제129호선
- 국도 제441호선
- 국도 제378호선
- 국도 제221호선
- 국도 제1호선
- 국도 제25호선
- 국도 제321호선
- 국도 제301호선
- 국도 제601호선
- 국도 제21호선
- 국도 제15호선
- 국도 제178호선
- 국도 제52호선

## 같이 보기
- 미국 78번 국도의 특별 국도

### 관련 국도
- 국도 제178호선 (미국)
- 국도 제278호선 (미국)
- 국도 제378호선 (미국)